# Formální poruchy myšlení
Myšlení je nejvyšší forma poznávací činnosti, poruchy myšlení se vyskytují zejména u schizofrenie a dělí se na poruchy formy a poruchy obsahu myšlení. Poruchy obsahu myšlení jsou bludy.
Poruchy formy myšlení se dělí na:

## Poruchy dynamiky myšlení
- Útlum myšlení - zpomalení myšlenkových procesů, extrémní formou je záraz myšlení
- Zrychlené myšlení
  - Překotná řeč - Odpovídá rychle, je těžké ho přerušit, některé věty zůstávají nedokončené. Řeč je hlasitá.

## Poruchy struktury myšlení
- Ulpívavé myšlení (perseverace) - setrvávání na jedné myšlence, představě

- Zabíhavé myšlení - Hlavní myšlenka či to, co daný člověk chce říci, je přerušována a doplňována vedlejšími nepodstatnými myšlenkami.

- Paralogické myšlení - jednotlivé myšlenky na sebe navazují podle povrchních podobností a náhodných asociací.

- Tangenciální myšlení - Odpovědi se k otázce vůbec nevztahují či s ní souvisí pouze nepřímo (jeden o voze, druhý o koze).

- Inkoherentní myšlení - Myšlení je zcela nesrozumitelné.

- Symbolické myšlení - dáno osobní symbolikou pro ostatní nesrozumitelnou

- Katatymní myšlení - myšlení zkreslené emotivitou

- Autisticko dereistické - Snížený kontakt mezi subjektivním světem nemocného a objektivní realitou. Vnitřním myšlenkám, představám připisuje charakter objektivní reality.

- Nelogické myšlení - Daný člověk dospívá k názorům, které nejsou logické. (Např. rodiče jsou lidé, kteří vás vychovali, tedy co vás vychovává může být rodiči - tedy i např. zelenina, ovoce - vše vás něco naučí)

- Roztržitost řečového projevu - V průběhu rozhovoru přeruší výpověď i třeba uprostřed věty nebo myšlenky a změní téma na podkladě podnětu z okolí. (Např. …potom jsem odešel ze San Franciska a přestěhoval jsem se do…kde jste koupil tu kravatu, vypadá jako…)

- Zvukové asociace - výběr slov závisí spíše na zvukové než významové podobnosti.

- Rezonérství - Neplodné úvahy o evidentních skutečnostech